# 3月1日
3月1日是公历（平年）一年中的第60天（闰年第61天）。离全年的结束还有305天。

## 大事记

### 19世紀以前
- 138年：张衡研制的候风地动仪观测到陇西发生地震。
- 286年：罗马帝国皇帝戴克里先授予马克西米安“凯撒”称号，立其为同朝统治者。
- 293年：戴克里先和马克西米安分别任命伽列里烏斯与君士坦提烏斯·克洛盧斯为副帝，四帝共治开始。
- 1368年：徐达和常遇春率明朝军队占领元朝统治下的东昌。
- 1562年：瓦西大屠杀（英语：Massacre of Vassy）：1200多名新教徒（胡格诺教）被杀害，揭開法國宗教戰爭的序幕。
- 1565年：葡萄牙军人埃斯塔西奥·德·萨前往巴西殖民地，并在塔糖山附近建立里约热内卢。
- 1692年：麻薩諸塞灣省地方法官開始審問提圖芭、莎拉·古德、莎拉·奧斯本涉嫌使用巫術。
- 1781年：大陆会议通过美國第一個實質憲法《邦聯條例》獲得批准，數個原本各自獨立的州份同意共同成立新的聯邦國家。

### 19世紀
- 1803年：俄亥俄州成为美国第17个州。
- 1811年：穆罕默德·阿里杀死馬木留克王朝领导人，成为埃及实际统治者。
- 1815年：被放逐至厄爾巴島的拿破仑返回法国，在南岸城市昂蒂布登陸。
- 1845年：美国吞并得克萨斯共和国。
- 1867年：内布拉斯加州成为美国第37个州。
- 1869年：俄國化學家德米特里·門得列夫完成了他設計的第一張元素週期表。
- 1872年：美国总统尤利西斯·格兰特签署国会法案，在怀俄明州（當時仍為領地，1890年才建州）境内建立黄石国家公园。
- 1896年：法国物理学家亨利·贝克勒在感光底片实验过程中，意外发现铀元素具有发出辐射的放射性。
- 1896年：埃塞俄比亚军队在阿杜瓦战役中彻底击败意大利军队，迫使意大利承认埃塞俄比亚的独立，第一次意大利埃塞俄比亚战争结束。

### 20世紀
- 1903年：上海復旦学院开学。
- 1905年：日俄战争日军发起全线进攻。奉天会战结束伤亡：俄军九万，日军七万。
- 1909年：人類首次到達北極。
- 1914年：中華民國加入萬國郵政聯盟（1972年4月13日退出）。
- 1917年：美国政府公布德国政府发给墨西哥政府的齐默曼电报全文，为参加第一次世界大战做舆论准备。
- 1918年：在第一次世界大战中，德国军队占领了苏维埃俄国的基辅。
- 1919年：韩国独立运动人士在京城府发起反对日本殖民统治的集会游行，遭到日本军队的武力镇压。
- 1922年：驻香港英军突然袭击省港大罢工工人，制造了「沙田惨案」。
- 1925年：中国国民党和中国共产党召开反对军阀政治分裂会议。
- 1926年：黄埔军校扩建为国民革命军中央军事政治学校。
- 1932年：由黄埔军校学生组成，强调拥护蒋中正以建立其「在全国人心目中的至高权威和信仰中心」为目标成立了中华复兴社。
- 1932年：美国国家英雄查尔斯·林白之子遭绑架。
- 1932年：日军援军在浏河一带登陆，形势逆转。国民革命军十九路军撤出上海，与日本军队脱离接触。
- 1932年：在大日本帝國的扶植下，满洲国在中国东北宣告成立，首都定于长春。
- 1934年：溥仪在大日本帝國的扶植下称帝，改满洲国为大满洲帝国。
- 1934年：南满铁路大连—长春段开行亞細亞號列車，成为当时亚洲最快的铁路。
- 1936年：科羅拉多河上橫跨亞利桑那州和內華達州邊界的胡佛水壩完工。
- 1936年：中華民國憲兵學校建校。
- 1941年：二战：保加利亚王國簽署三国同盟條约加入轴心国。
- 1943年：二战：俾斯麦海海战爆发。
- 1945年：阿拉伯国家联盟成立。
- 1946年：英格兰银行被英国收归国有。
- 1947年：国际货币基金组织开始实际运作。
- 1947年：宋子文被迫辞去行政院长。
- 1950年：蒋中正「復行視事」，在臺灣重新出任中華民國总统。
- 1953年：《中华人民共和国全国人民代表大会及地方各级人民代表大会选举法》公布施行。
- 1954年：美国在比基尼环礁成功试验首颗实用型氢弹，导致近海遭受严重的放射性污染。
- 1954年：波多黎各獨立運動成员枪击美国國會山莊，击伤数名众议员。
- 1955年：新版人民币开始在全中国发行。
- 1955年：中共中央发出《关于宣传唯物主义思想批判资产阶级唯心主义思想的指示》。
- 1958年：中国人民解放军高等军事学院开学。
- 1961年：美国总统约翰·肯尼迪宣布建立和平队。
- 1962年：乌干达实行内部自治。
- 1962年：美國航空1號班機在牙買加灣墜毀，95人遇難。
- 1965年：廣東省與香港達成東江水輸港協議，以緩解香港供水緊張的局面。
- 1966年：阿拉伯复兴党在叙利亚树立统治。
- 1971年：巴基斯坦总统叶海亚·汗宣布无限期推迟议会开幕，导致东巴基斯坦发生大规模骚乱。
- 1973年：巴勒斯坦恐怖组织黑色九月袭击了沙特阿拉伯驻苏丹共和国大使馆，酿成喀土穆外交官惨案（英语：Attack on the Saudi Embassy in Khartoum）。
- 1982年：苏联发射的金星13號行星際自動站到达金星，它的下降装置在金星表面软着陆成功。
- 1983年：“三·一”海事：韶关航运局的“红星312”客轮在三水县西南镇翠坑红浮附近河面，遭遇雷雨大风袭击翻沉[1]。在紧急施救中用电焊割穿船底，救出旅客26人，但仍然死亡147人。
- 1983年：首批12款Swatch手錶於瑞士蘇黎世發售。
- 1989年：香港公務員工潮。
- 1990年：立陶宛宣布脱离苏联独立。
- 1995年：台灣開始實施全民健康保險。
- 1996年：首届亚欧会议在泰国曼谷开幕。

### 21世紀
- 2003年：阿里山小火車於沼平－神木站間發生翻覆事故，造成17人死亡、205人受傷。
- 2003年：嫦娥工程正式啟動。
- 2007年：澳門正式停用所有舊式電話號碼。
- 2008年：伊朗总统马哈茂德·艾哈迈迪内贾德对伊拉克进行访问。这是自1979年伊朗伊斯兰革命以来伊朗国家元首首次出访伊拉克。
- 2009年：嫦娥一號落于月球东经52.36度、南纬1.50度的预定撞击点，实现了预期目标，为中国探月一期工程画上一个圆满的句号。
- 2014年：昆明站被新疆独立分子恐怖袭击，造成29死百余人受伤。
- 2014年：俄羅斯聯邦委員會批准武裝部隊進駐烏克蘭克里米亞，引發一連串政治風波。
- 2015年：三星發表全新Samsung Galaxy S6 edge智能手機，成為全球首部雙曲屏手機。
- 2017年：科學家在加拿大魁北克省發現可能有42.8億年歷史的微體化石，並認定可能是地球上最古老的生命證據。
- 2025年：香港最大型體育基建項目啟德體育園正式落成啟用。[2]

## 出生
- 463年：後廢帝劉昱，劉宋第八任皇帝（477年逝世）
- 1445年：桑德罗·波提切利，欧洲文艺复兴早期的画家（1510年逝世）
- 1683年：仓央嘉措，六世达赖喇嘛（1706年失踪）
- 1683年：布蘭登堡-安斯巴赫的卡羅琳，英國王后（1737年逝世）
- 1787年：托拜厄斯·哈斯林格，奧地利作曲家、音樂出版商（1842年逝世）
- 1798年：克萊曼丁娜，奥地利帝国女大公（1881年逝世）
- 1810年：弗雷德里克·蕭邦，波蘭作曲家（1849年逝世）
- 1818年：轟武兵衛，日本藩士、儒學學者（1873年逝世）
- 1824年：唐納德·斯圖爾特，英國陸軍元帥（1900年逝世）
- 1858年：格奧爾格·齊美爾，德國社會學家、哲學家（1918年逝世）
- 1868年：苏菲，奥地利贵族（1914年逝世）
- 1879年：羅伯特·丹尼·卡邁克爾，美國數學家（1967年逝世）
- 1889年：和辻哲郎，日本哲學家、倫理學家、文化史家、日本思想史家（1960年逝世）
- 1892年：芥川龙之介，日本近代作家（1927年逝世）
- 1895年：邓演达，中国政治家（1931年逝世）
- 1900年：陈彭年，中国造纸专家（1976年逝世）
- 1906年：范文同，越南政治人物，曾任越南总理（2000年逝世）
- 1910年：大衛·尼文，英國男演員、作家（1983年逝世）
- 1912年：矢野健太郎，日本數學家（1993年逝世）
- 1917年：魏達賢，香港郵政司（1992年逝世）
- 1917年：威廉·卡魯什，美國數學家（1997年逝世）
- 1919年：若昂·古拉特，巴西政治人物，第24任巴西總統（1976年逝世）
- 1922年：伊扎克·拉賓，以色列政治家、軍事家，第5任以色列总理（1995年逝世）
- 1924年：狄克·史萊頓，美國太空人，水星計畫七人之一（1993年逝世）
- 1927年：西奧多·德克，荷蘭數學家（2021年逝世）
- 1927年：哈里·貝拉方特，牙買加裔美國男歌手（2023年逝世）
- 1930年：皮埃爾·馬克斯·杜布瓦，法國作曲家（1995年逝世）
- 1936年：維利·蘇米塔，印度尼西亞裔蘇利南政治人物（2022年逝世）
- 1936年：張燦鍙，臺灣政治人物，前任臺南市市長
- 1943年：鄧守仁，末任駐港英軍司令
- 1943年：加藤茶，日本喜劇演員
- 1943年：多賀英典，日本音樂製作人、電影監製、企業家
- 1943年：吉爾·阿梅利奧，美國科技主管，前任蘋果公司執行長
- 1944年：郭金發，台灣男歌手（2016年逝世）
- 1946年：揚·科德斯，捷克網球運動員
- 1948年：余天，台灣男藝人、政治人物
- 1948年：白嘉莉，台灣女藝人
- 1949年：齊橋橋，已故中國共產黨元老習仲勛的女兒
- 1951年：伍健，香港足球總會董事
- 1952年：邱慶洲，馬來西亞政治人物（2024年逝世）
- 1953年：陳婉珍，澳門賭王何鴻燊的三太太
- 1953年：上川陽子，日本政治人物，現任日本外務大臣
- 1954年：朗·侯活，美國電影導演
- 1955年：德尼·穆奎格，剛果民主共和國妇科医生，2018年諾貝爾和平獎得主
- 1955年：提摩西·勞倫斯，英國皇家海軍退休軍官，安妮長公主的第二任丈夫
- 1959年：尼克·格里芬，英國政治人物
- 1962年：蔡康永，台灣主持人
- 1963年：毛阿敏，中國女歌唱家
- 1966年：黎芷珊，香港主持人
- 1966年：伊藤炎魔，日本男演員、配音員
- 1966年：查克·史奈德，美國電影導演
- 1969年：哈維爾·巴登，西班牙男演員
- 1970年：祖蘭尼·馬塞柯，史瓦帝尼人權律師（2023年逝世）
- 1970年：中山美穗，日本女演員、歌手（2024年逝世）
- 1970年：陳某，香港漫畫家
- 1970年：鄭珉台，韓國前棒球投手
- 1971年：泰勒·汉密尔顿，美国公路自行车运动员
- 1971年：馬東石，韓國男演員
- 1973年：金惠恩，韓國女演員
- 1973年：克里斯·韦伯，美國NBA聯盟前職業籃球運動員
- 1974年：尤沃金·提爾，挪威電影導演
- 1974年：馬克-保羅·戈塞拉，美國男演員
- 1974年：權怡鳳，新加坡女藝人
- 1977年：伊瑟·肯娜達，西班牙超級名模、演員
- 1978年：野川櫻，日本女性聲優
- 1978年：詹森·艾克尔斯，美國男演員
- 1979年：藍正龍，台灣演員
- 1980年：沙希德·阿弗里迪，巴基斯坦板球运动员
- 1981年：趙彤，台灣演員、模特兒、主持人
- 1981年：清水達也，日本音樂家
- 1982年：陳德烈，台灣演員
- 1982年：金敏喜，韓國女演員
- 1983年：山本大和，日本漫畫家、插畫家
- 1983年：牛尾憲輔，日本作曲家、電子音樂音樂製作人
- 1983年：黃智賢，韓國女演員
- 1983年：瑪麗·科姆，印度女拳擊手
- 1983年：露琵塔·尼詠歐，墨西哥-肯亞女演員
- 1984年：白百何，中國女演員
- 1986年：麥貝夷，香港歌手
- 1986年：小優，台灣藝人
- 1987年：袁立翔，香港足球運動員
- 1987年：惡女凱莎，美國女歌手
- 1989年：蕭麗芠，香港無綫電視女藝員
- 1989年：原菜摘子，日本職業足球運動員
- 1989年：卡洛斯·維拉，墨西哥職業足球運動員
- 1990年：胡夏，台灣歌手
- 1990年：曾子余，台灣主持人
- 1990年：郭修彧，馬來西亞女歌手
- 1990年：张楠，中国男子羽球运动员
- 1990年：矢吹杏，日本AV女優
- 1991年：西条琉璃，日本AV女優
- 1991年：奧野香耶，日本女性聲優
- 1993年：張筑涵，臺灣女子輕艇運動員
- 1993年：齊藤秀翼，日本男演員
- 1993年：李虎錫，韓國男子偶像團體MONSTA X成員
- 1993年：麥可·康佛托，美國職業棒球運動員
- 1994年：朴寶藍，韓國女歌手（2024年逝世）
- 1994年：赤楚衛二，日本男演員
- 1994年：美波和嘉菜，日本女性聲優、偶像、YouTuber
- 1994年：贾斯汀·比伯，加拿大歌手
- 1996年：叶诗文，中国女子游泳運動員
- 1996年：山口茜，日本女性聲優、落語家
- 1998年：陳雨菲，中國女子羽球運動員
- 生年不詳：日向朔公，日本男性聲優
- 生年不詳：丸山直美，日本女性聲優

## 逝世
- 991年：圓融天皇，日本第64代天皇。（959年出生）
- 1300年：阔阔真皇太后，元朝皇太后，真金太子的正妻，元成宗之母，去世后元成宗上谥号「裕圣皇后」，后来，元武宗加谥为「徽仁裕圣皇后」。
- 1320年：元仁宗爱育黎拔力八达，元朝皇帝。（1285年出生）
- 1841年：克洛德·維克托-佩蘭，法國元帥。（1764年出生）
- 1857年：約翰·雅各布·赫克爾，奧地利動物標本剝製師、動物學家、魚類學家。（1790年出生）
- 1922年：拉斐尔·莫雷诺·阿兰萨蒂（英语：Pichichi (footballer)），西班牙足球运动员。（1892年出生）
- 1931年：野呂寧，日本地圖測繪技師、登山家。（1868年出生）
- 1941年：魯比·拉馮，美國政治人物，第43任肯塔基州州長。（1869年出生）
- 1978年：岡潔，日本數學家。（1901年出生）
- 1979年：穆斯托伐·巴爾札尼，庫德族民族主義領導者。（1903年出生）
- 1986年：奥洛夫·帕尔梅，瑞典政治家。（1927年出生）
- 1993年：蔡丁贊，臺灣醫學家、政治人物。（1904年出生）
- 1996年：吳回，香港電影導演、演員。（1912年出生）
- 2000年：小約瑟夫·霍奇斯，美國統計學家。（1922年出生）
- 2008年：李菁，香港聾人女狀元。（1981年出生）
- 2013年：糯康，湄公河慘案策劃者兼指揮者，糯康犯罪集團首領（1969年出生）
- 2013年：桑康·乍薩，湄公河慘案指揮者，糯康犯罪集團2號人物（1951年出生）
- 2013年：依萊，湄公河慘案實施者，糯康犯罪集團3號人物（1957年出生）
- 2013年：扎西卡，湄公河慘案實施者，糯康犯罪集團成員（1985年出生）
- 2023年：朱斯特·方丹，法國職業足球運動員（1933年出生）
- 2024年：艾瑞絲·愛普菲爾，美國實業家、室內設計師、時尚設計師（1921年出生）
- 2024年：鳥山明，日本漫画家（1955年出生）
- 2025年：于洋，中國男演員（1930年出生）
- 2025年：三野文太，日本電視主持人（1944年出生）
- 2025年：李兆基，香港慈善家、恒基兆業地產創辦人（1928年出生）

## 节假日与习俗
- 国际海豹日：由於海豹的種群數量在急劇下降，“拯救海豹基金會”在1983年決定每年的3月1日為國際海豹日。
- 自我傷害意識日
- ：独立日
- 伊拉克：教師節
- 衣索比亞：阿杜瓦胜利日
- 、 ：三·一起義日
- 滿洲國：建國日
- 东德：國家人民軍記念日（德语：Tag der Nationalen Volksarmee）